# Nothrosoma beroni
Nothrosoma beroni är en mångfotingart som beskrevs av Hoffman 1978. Nothrosoma beroni ingår i släktet Nothrosoma och familjen orangeridubbelfotingar. Inga underarter finns listade i Catalogue of Life.